# El Bibio
El Bibio (oficialmente El Bibio-Parque) es uno de los barrios del Distrito Este del municipio de Gijón, Asturias (España). Su nombre deriva del latín bivium (bifurcación, cruce de caminos) y en 2018 tenía 4 301 habitantes. 
En el barrio se ubican el Parque de Isabel la Católica, la Plaza de toros de El Bibio y el Estadio El Molinón.

## Situación y comunicaciones
Limita al norte con el río Piles, que lo separa de Somió, al oeste con la Avenida de Castilla, vía limítrofe con el vecino barrio de La Arena, y al sur con la Avenida de la Costa, donde empieza el barrio de Las Mestas. Tiene muy buenas comunicaciones urbanas, gracias a la avenida de la Costa y a la avenida Castilla. En transporte público destaca línea 1 y 10 de Emtusa, así como la futura estación del Metrotrén. Esta estación se ubicará enfrente de la plaza de toros. 
También hay una buena red de carriles bici en la zona.

## Historia
Siendo una zona periférica de la ciudad, el barrio se empezó a urbanizar en los años 1980 con la construcción de varias urbanizaciones residenciales de gran altura. Previamente existía la Plaza de Toros, de 1888, el Estadio El Molinón, de 1908 y el Parque de Isabel la Católica, de 1941. Junto a la plaza de toros, al este, se encontraba el campo de fútbol del Gijón Sport Club.
En la Avenida de Torcuato Fernández Miranda se encuentran un centro de salud, el Centro de Salud Parque-Somió, y un Parador Nacional, el Parador de Gijón. Este Parador fue inaugurado el 10 de junio de 1967 por el ministro de Información y Turismo, Manuel Fraga, con el nombre de Hostería del Viejo Molino debido a que ocupa los terrenos donde se levantaba un molino hidráulico de gran tamaño, utilizado para moler maíz, que había sido propiedad de un ciudadano inglés apellidado Rimmel, y que formaba parte de la granja "El Molinón", adquirida a Romualdo Alvargonzález por el ayuntamiento presidido por José García-Bernardo. Posteriormente, en diciembre de 1966, el Consistorio gijonés enajenó en 250.000 pesetas el inmueble al Estado para su conversión en parador nacional de turismo.

## Galería de imágenes

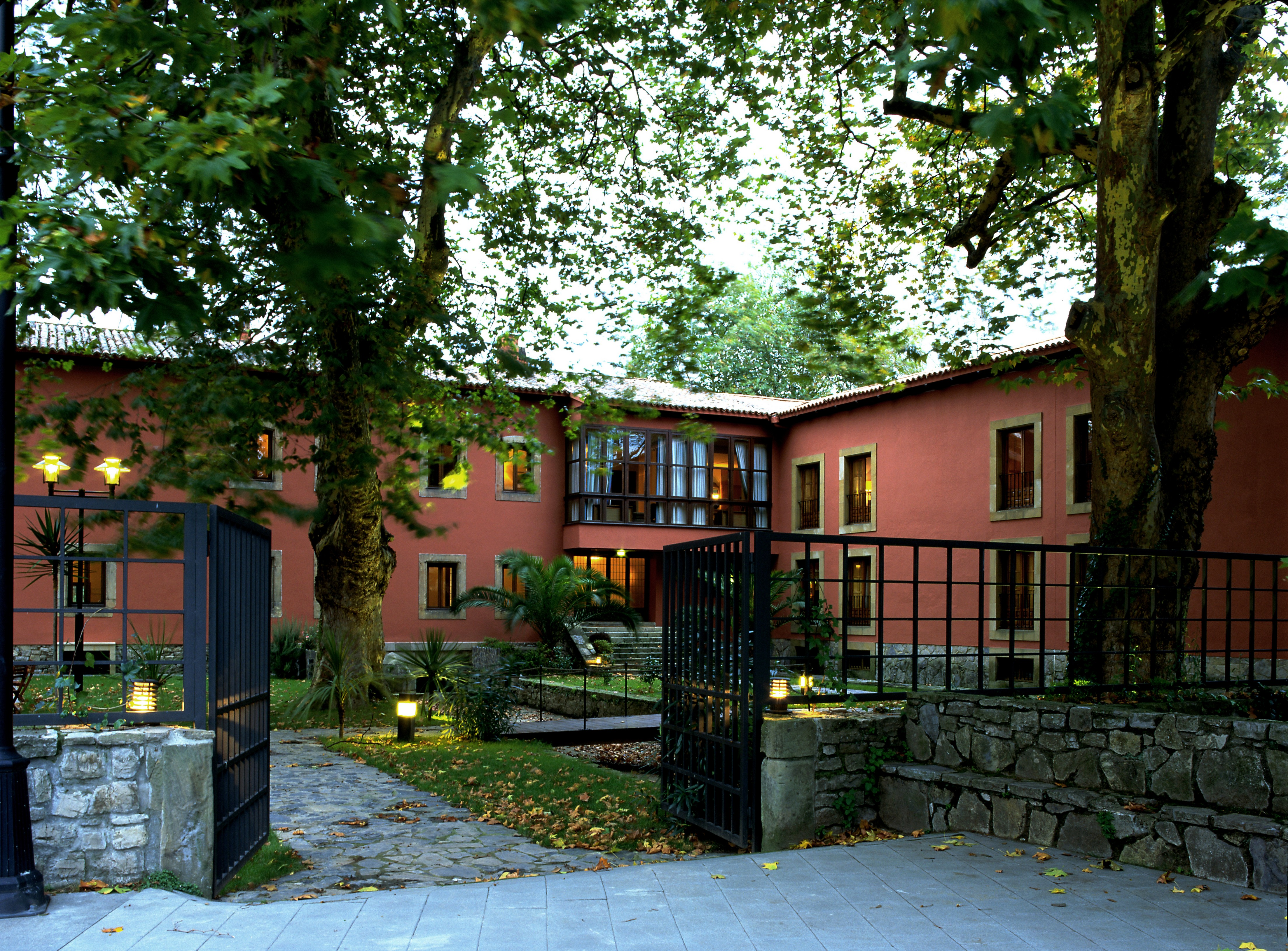
Parador de Gijón
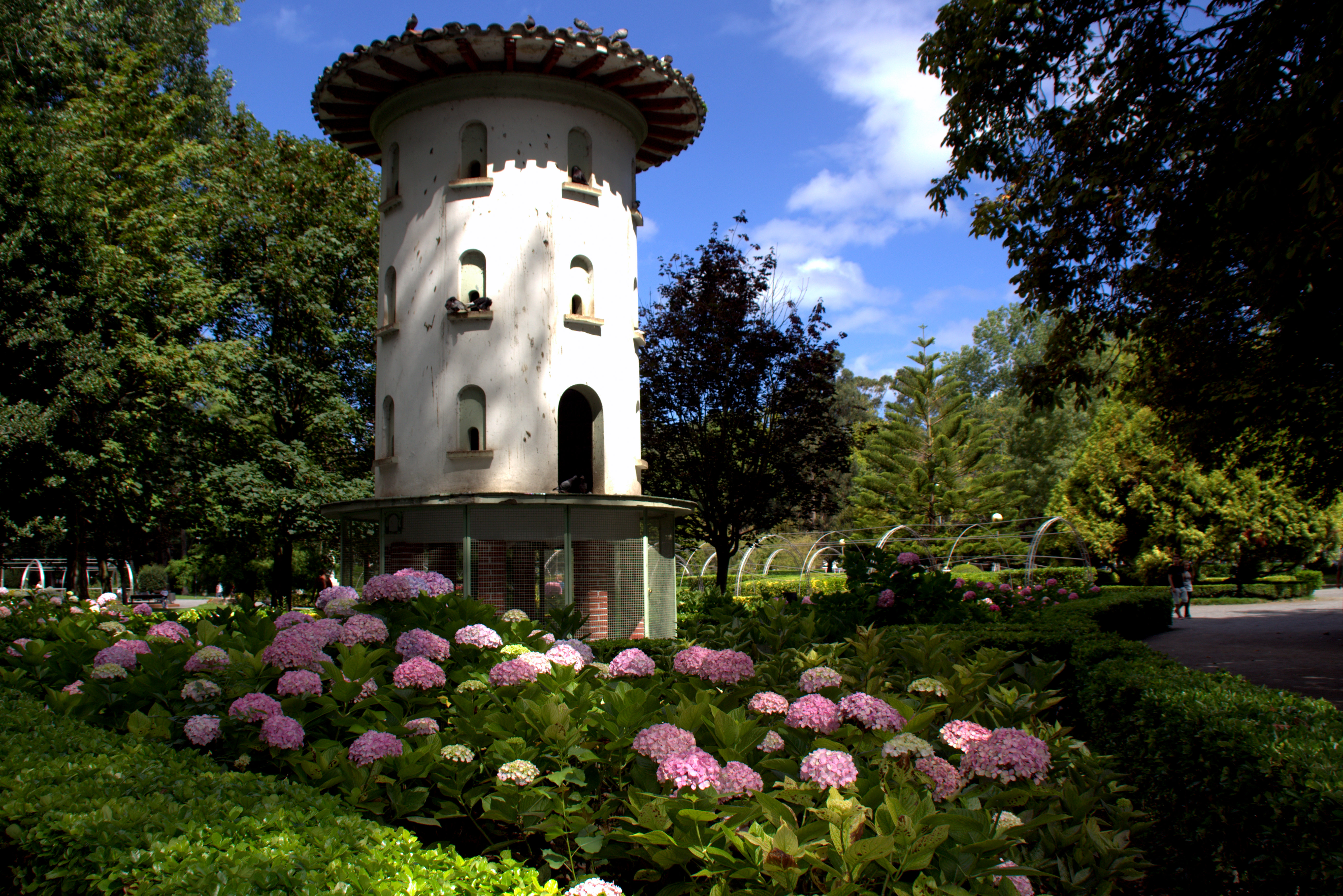
Palomar del Parque de Isabel la Católica
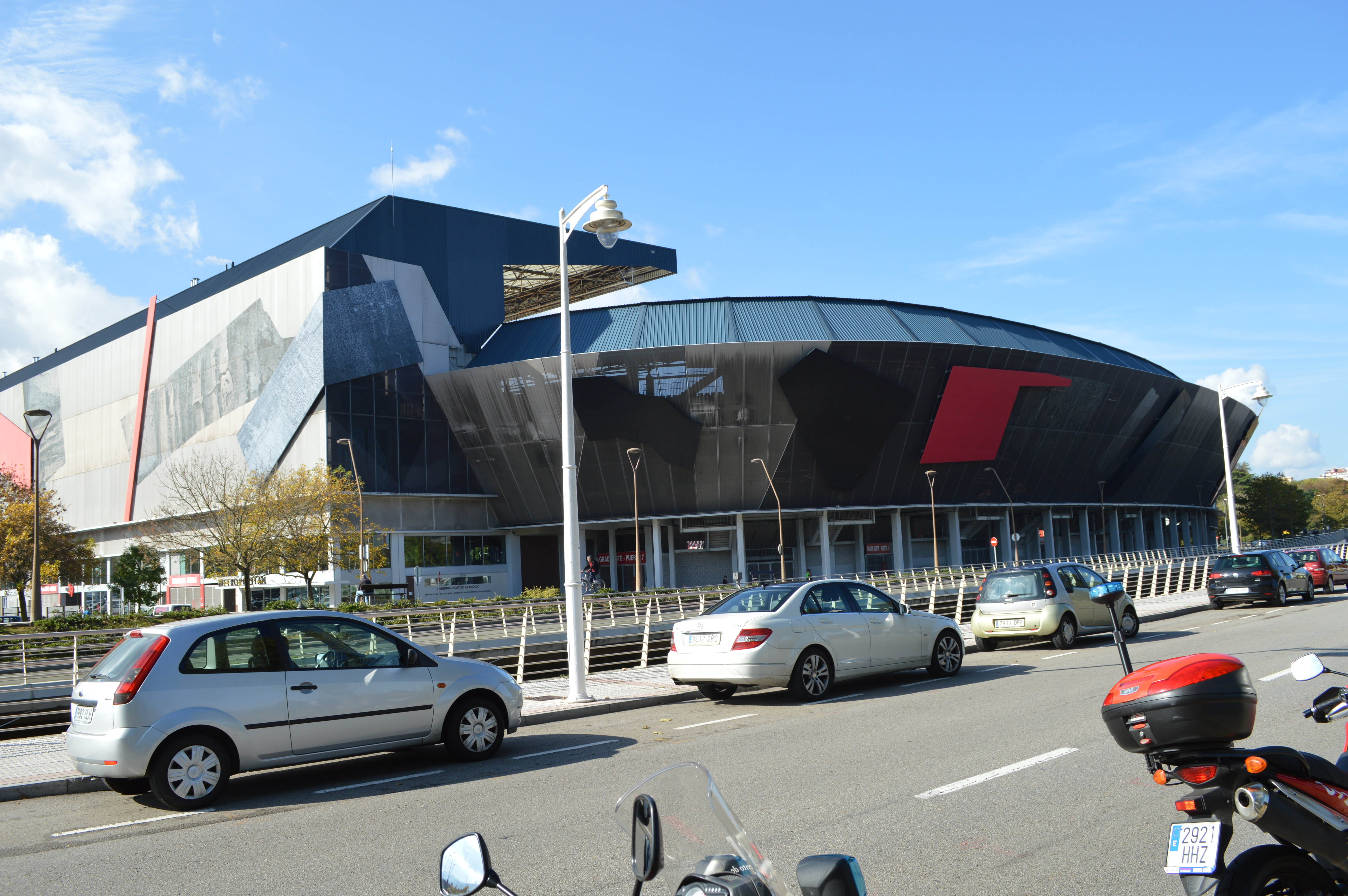
El Molinón
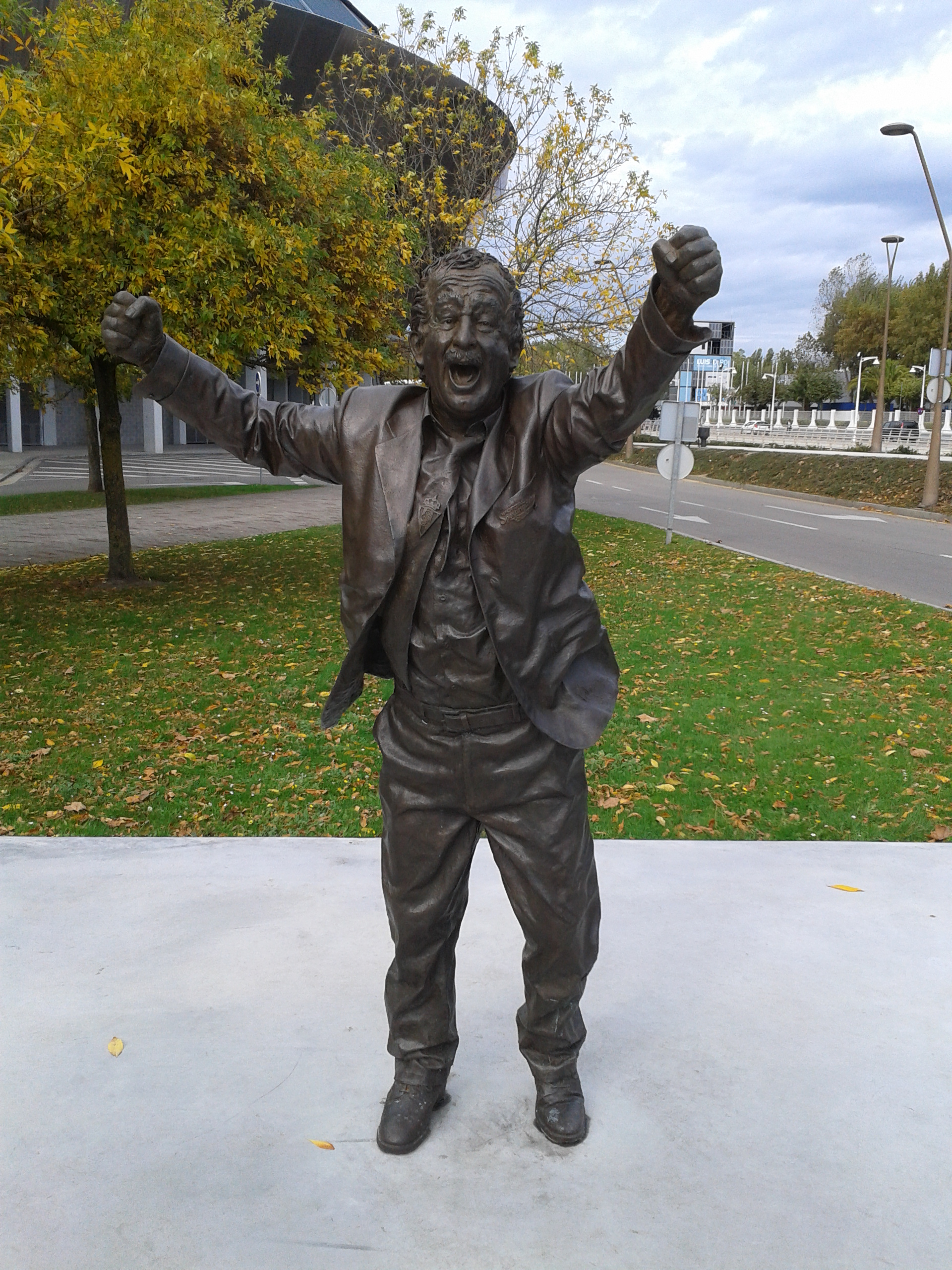
Estatua de Manolo Preciado
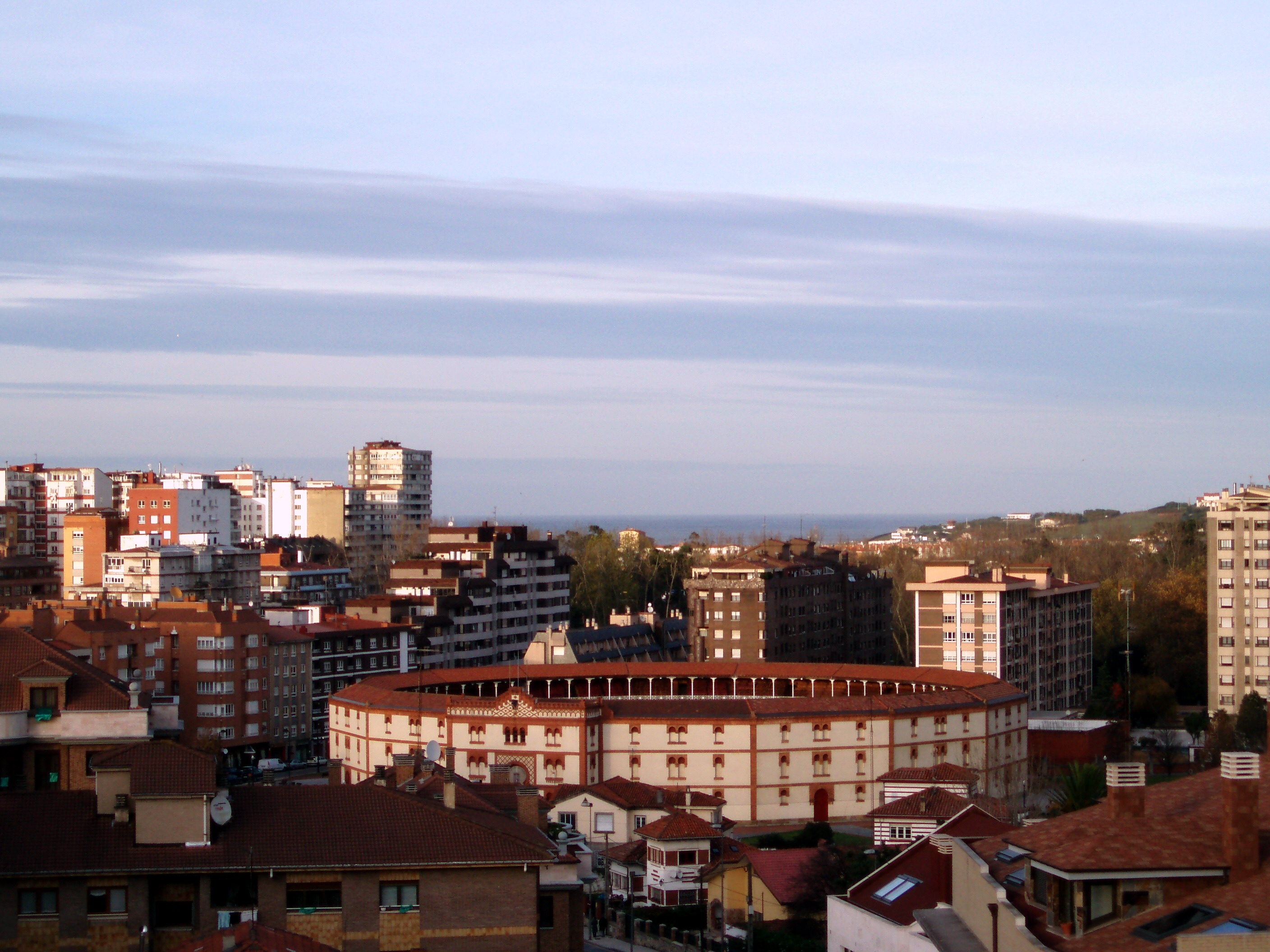
Entorno de la Plaza de Toros